# Puruszhanda

Mapa centralnej Anatolii w okresie istnienia tam asyryjskich kolonii handlowych (XX-XVIII w. p.n.e.)

Mapa hetyckiej Anatolii z przypuszczalnym położeniem miasta Puruszhanda

Puruszhanda (też Puruszhattum i Purszuhanda) – starożytne miasto i królestwo w południowo-centralnej Anatolii. Jego dokładna lokalizacja wciąż nie jest potwierdzona – jedni uczeni wskazują na stanowisko Acem Höyük, położone ok. 6 km na północny wschód od miasta Aksaray, inni na stanowisko Karahöyük leżące w pobliżu miasta Konya.
Pod nazwą Buruszhattum/Puruszhattum miasto to pojawia się w tekstach klinowych pochodzących z istniejących w Anatolii w XX-XVIII w. p.n.e. asyryjskich kolonii kupieckich. Wymieniane jest tam ono jako jedno z miejscowych królestw utrzymujących regularne stosunki handlowe z asyryjskimi kupcami. Wraz z innymi anatolijskimi miastami, takimi jak Waszhanija, Ninasza czy Ullamma, leżało ono na głównym szlaku  handlowym wiodącym z Anatolii do Asyrii. W tekstach z kolonii władca Buruszhattum nosi tytuł "Wielkiego Króla" (akad. rubā'um rabi'um), co świadczy o tym, że królestwo to musiało odgrywać ważną rolę w tym okresie.
Na przełomie XIX/XVIII w. p.n.e. Puruszhanda stała się celem wyprawy wojennej Anitty, "Wielkiego Króla" miasta Nesa, któremu udało się już podbić inne miasta i królestwa centralnej Anatolii. Gdy Anitta wkroczył na jej terytorium, jej władca poddać mu się miał bez walki.
Zgodnie z późniejszą mezopotamską tradycją, która przetrwała w tekście znanym pod tytułem šar tamhāri ("Król walki"), akadyjski król Sargon Wielki (ok. 2334-2279 p.n.e.) poprowadzić miał zwycięską wyprawę wojenną przeciw Nur-Daganowi, królowi Puruszhandy, w odpowiedzi na prośby akadyjskich kupców uciskanych w tym mieście. Opowieść ta uważana jest za utwór propagandowy, ale jeżeli oparta ona została na rzeczywistych wydarzeniach historycznych, to wskazywałoby to, że królestwo Buruszhattum (Puruszhanda) istnieć już musiało we wczesnej epoce brązu.
W późniejszych tekstach hetyckich Puruszhanda (pod nazwą Purszuhanda) wymieniana jest jako jedno z terytoriów, które król Labarna (pocz. XVII w. p.n.e.) przeznaczył w zarządzanie swym synom, oraz jako jedno z miejsc w których król Telepinu (1525-1500 p.n.e.) kazał wybudować składy i magazyny. Miasto następnie znika z hetyckich zapisków, pojawiając się jedynie z rzadka w tekstach religijnych.
Niektórzy uczeni próbują identyfikować Puruszhandę z miastem Parzuta wymienianym w luwijskich tekstach hieroglificznych.